# Aurora (Colorado)
Aurora es una ciudad ubicada en el condado de Arapahoe en el estado estadounidense de Colorado. En el Censo de 2010 tenía una población de 325.078 habitantes y una densidad poblacional de 807,51 personas por km². En el Censo de 2020, la población ascendía a 336 035 habitantes.

## Historia

### Fundación
Antes de la colonización europea, la tierra que ahora forma Aurora era territorio de las tribus arapaho, cheyenne, núu-agha-tʉvʉ-pʉ̱ (ute) y očeti šakówiŋ (siux). Estas tierras fueron reclamadas por Francia en 1682 y posteriormente pasaron a formar parte de la Compra de Luisiana de 1803.
Aurora se originó en la década de 1880 como la ciudad de Fletcher, tomando su nombre del empresario de Denver Donald Fletcher, quien la vio como una oportunidad inmobiliaria. Él y sus socios delimitaron 4 millas cuadradas (10,4 km²) al este de Denver, pero la ciudad (y Colorado) lucharon enormemente después de la crisis de la plata de 1893. La ciudad de Fletcher se incorporó el 5 de mayo de 1903. Fletcher abandonó la ciudad, dejando a la comunidad con una enorme deuda de agua. Los votantes decidieron cambiar el nombre de Fletcher a Ciudad Aurora en 1907 en honor a una de las subdivisiones que componían la ciudad. La oficina de correos de Aurora abrió sus puertas el 15 de enero de 1908.

### SigloXX
En febrero de 1928, la ciudad de Aurora había alcanzado una población de más de 2000 habitantes y se reincorporó como ciudad el 9 de marzo.  Aurora comenzó a crecer lentamente a la sombra de Denver, convirtiéndose en la ciudad de más rápido crecimiento en los Estados Unidos a finales de la década de 1970 y principios de la de 1980. Aurora, compuesta por cientos de subdivisiones, lleva así el nombre de uno de los planos urbanísticos originales de los que surgió.
La creciente población de Aurora en las últimas décadas ha dado lugar a esfuerzos para lograr un reconocimiento igualitario con su vecino más grande. El exalcalde Dennis Champine expresó una vez la idea de que finalmente el área se llamara «Área Metropolitana de Aurora/Denver». De hecho, desde el censo de 2000, Aurora ha superado a Denver en superficie, y gran parte de Aurora no está desarrollada, mientras que Denver está más desarrollada. Sin embargo, estos esfuerzos se ven algo obstaculizados por la falta de un distrito comercial central grande e históricamente importante en la ciudad. Aurora tiene un carácter mayoritariamente suburbano, como lo evidencia el modesto número de edificios de varios pisos de la ciudad.
En Aurora ha existido una gran presencia militar desde principios del siglo XX. En 1918, se inauguró el Hospital General del Ejército N.° 21 (más tarde rebautizado como Hospital del Ejército Fitzsimons) y el gobierno de EE. UU. amplió y modernizó las instalaciones del hospital en 1941, justo a tiempo para atender a los militares heridos de la Segunda Guerra Mundial. La Base de la Fuerza Aérea Lowry se inauguró en 1938, a caballo entre la frontera de Aurora y Denver. Finalmente cerró en 1994 y se reconvirtió en una comunidad planificada que incluye instalaciones residenciales, comerciales, empresariales y educativas. En 1942, el Cuerpo Aéreo del Ejército construyó Buckley Field, que pasó a llamarse Estación Aérea Naval, Base de la Guardia Nacional Aérea Buckley, Base de la Fuerza Aérea de Buckley y, finalmente, Base de la Fuerza Espacial Buckley. La base, sede de la guarnición de Buckley y del ala 140 de la Guardia Nacional Aérea de Colorado, es el mayor empleador de Aurora.
El presidente Warren G. Harding visitó el Hospital del Ejército Fitzsimons en 1923, y el presidente Franklin D. Roosevelt hizo lo mismo en 1936. En 1943, el hospital fue el lugar de nacimiento del candidato presidencial demócrata de 2004, John Kerry. El presidente Dwight D. Eisenhower se recuperó de un ataque cardíaco en Fitzsimons durante siete semanas durante el otoño de 1955. Una vez desmantelado en 1999, el edificio pasó a formar parte del Campus Médico Anschutz de la Universidad de Colorado en Denver y del Distrito de Ciencias de la Vida Fitzsimons. El Campus Médico Anschutz también incluye el Hospital de la Universidad de Colorado, que se mudó a Aurora desde Denver en 2007, y el Hospital de Niños. Se ha propuesto que en este sitio se construya la primera instalación de investigación y tratamiento de radioterapia con iones de carbono de los EE. UU.. Estas instalaciones emplearán una fuerza laboral de 32 000 personas en el momento de su construcción.
En 1965, la alcaldesa Norma O. Walker se convirtió en la primera mujer en dirigir una ciudad estadounidense con una población de más de 60 000 habitantes.
En 1978, se filmó en Aurora la película de culto sobre la mayoría de edad Over the Edge; este drama criminal ha sido calificado como la «película emblemática» de Denver.
En 1979, se anunció que se construiría un parque temático de ciencia ficción en Aurora utilizando los decorados de una película de 50 millones de dólares basada en la novela de fantasía El señor de la luz. Sin embargo, debido a problemas legales el proyecto nunca se completó. El guion del proyecto cinematográfico no realizado, rebautizado como Argo, fue utilizado como tapadera para el subterfugio canadiense: la exfiltración de seis diplomáticos estadounidenses atrapados en la crisis de los rehenes en Irán.
En 1993, el Parque Estatal Cherry Creek, en el extremo suroeste de Aurora, fue el lugar donde se celebró la misa papal de la 8.ª Jornada Mundial de la Juventud con el papa Juan Pablo II, a la que asistieron aproximadamente 500 000 personas.
Debido a que Aurora está dividida en tres condados y se encuentra lejos de las respectivas capitales de condado, a mediados de los años 1990 se consideró la posibilidad de crear un gobierno consolidado de ciudad y condado como los que existen en otras partes de Colorado (Denver y Broomfield), pero no logró obtener la aprobación de los votantes de la ciudad; la cuestión se reconsideró en 2006.
El Aurora Sports Park abrió sus puertas en 2003. En 2004, Aurora fue distinguida como la «Ciudad Deportiva» del 50.° aniversario de la revista Sports Illustrated para Colorado debido a su participación ejemplar en la facilitación y mejora de los deportes. La ciudad atrae anualmente más de 30 torneos deportivos regionales y nacionales a los campos de Aurora. La población activa de Aurora también se refleja en la variedad de atletas profesionales que provienen de la ciudad. La primera franquicia deportiva semiprofesional de Aurora, Aurora Cavalry en la Liga Internacional de Baloncesto, comenzó a jugar en 2006, pero cerró al final de la temporada debido a problemas presupuestarios.
En 2008, Aurora fue designada All-America City por la Liga Cívica Nacional.
Aurora fue pionera en el uso de la filtración de ribera en Estados Unidos, convirtiéndose en una de las primeras ciudades estadounidenses en aprovechar los beneficios de extraer agua de debajo del lecho de un río tras la finalización del Proyecto Prairie Waters en 2010.
En 2017, la República de El Salvador abrió un consulado en Aurora, atendiendo desde allí a Colorado, Kansas, Nebraska y Wyoming. En 2024, la República de Honduras inauguró la segunda oficina diplomática de la ciudad.

### Tiroteo en la sala de cine de Aurora
El 20 de julio de 2012, Aurora fue el escenario del tiroteo más letal perpetrado por un tirador solitario en Colorado (y el segundo más letal del estado, después de la masacre de la Escuela Secundaria de Columbine en 1999). El tiroteo ocurrió poco después de medianoche, cuando James Eagan Holmes abrió fuego durante el estreno de medianoche de The Dark Knight Rises en una sala de cine Century, matando a 12 personas e hiriendo a otras 70. Holmes fue arrestado y finalmente sentenciado a 12 cadenas perpetuas de prisión, además de otros 3318 años requeridos. El tiroteo provocó una respuesta internacional de los líderes mundiales. El presidente de Estados Unidos, Barack Obama, visitó a las víctimas, así como a funcionarios locales y estatales, y se dirigió a la nación en un discurso televisado desde Aurora el 22 de julio. El actor Christian Bale, que interpreta a Batman en la película, también visitó a algunas víctimas en los hospitales. Los acontecimientos marcaron un punto de inflexión en el reconocimiento y la percepción pública de la ciudad; en lugar de referirse al sitio como si estuviera en «Denver» o «los suburbios de Denver», como habría sido típico antes del evento, prácticamente todos los relatos de los medios sobre el incidente nombraron inequívocamente «Aurora» como su ubicación.

### Controversia sobre seguridad ciudadana de 2024
Se ha denunciado la presencia de bandas del crimen organizado en Aurora, presuntamente relacionadas con el Tren de Aragua. Estas pandillas han perpetuado delitos y hechos de violencia, como la toma de un complejo de apartamentos en la ciudad. Los hechos tuvieron gran cobertura mediática en el periodo previo a las elecciones presidenciales de Estados Unidos de 2024. En ese contexto hubo interpretaciones contradictorias de la situación en cuanto a la dimensión y alcance del problema de seguridad en la ciudad entre partidarios de los principales candidatos de la elección, Donald Trump y Kamala Harris.

## Geografía
Aurora se encuentra ubicada en las coordenadas 39°41′17″N 104°41′23″O / 39.68806, -104.68972. Según la Oficina del Censo de los Estados Unidos, Aurora tiene una superficie total de 402.57 km², de la cual 400.76 km² corresponden a tierra firme y (0.45%) 1.81 km² es agua.

## Demografía
Según el censo de 2010, había 325.078 personas residiendo en Aurora. La densidad de población era de 807,51 hab./km². De los 325.078 habitantes, el 61.13% eran blancos; el 15.75%, afroamericanos; el 0.95%, amerindios; el 4.95%, asiáticos; el 0.31%, isleños del Pacífico; el 11.69% pertenecían a otras razas y el 5.22% pertenecían a dos o más razas. Del total de la población el 28.69% eran hispanos o latinos de cualquier raza.